# 아베호

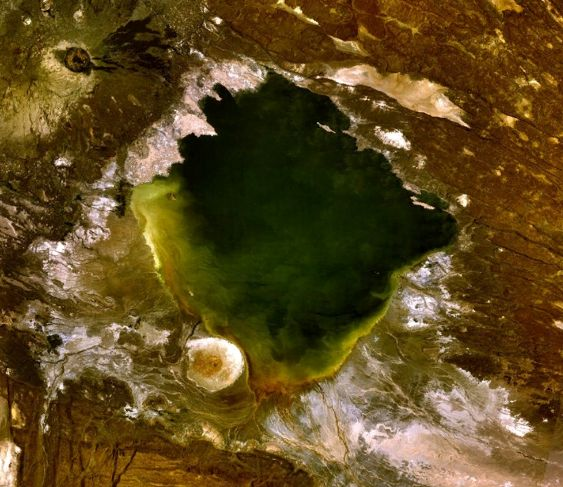
아베 호의 위성 사진

아베 호(Lake Abbe)는 에티오피아와 지부티의 국경에 있는 염호이다. 이 호수는 6개의 연결된 호수 체인 중 하나로, 북쪽에서 남쪽으로 가고리(Gargori), 라이탈리(Laitali), 검마레(Gummare), 바리오(Bario), 아팜보(Afambo) 호수를 포함하고 있다.